# أطار
أطار هي مدينة موريتانية وعاصمة ولاية آدرار تبعد 435 كم عن العاصمة نواكشوط وتقع على طريق الحدود الشمالية، أعلى هضبة آدرار، ومن المعالم القريبة منها بركان قلب الريشات الجاثم.

## التاريخ
بنى مدينة أطار الشرفاء السماسيد أبناء شمس الدين بن السيد محمد بن السيد يحيى القلقمي بعد خروجهم من مدينة شنقيط في بدايات القرن الثامن الهجري (سنة 720هـ)، إثر خلاف بينهم مع إدوعلي ولقلال على أحقية أحمد بن شمس الدين في خلافة أبيه في إمامة الصلاة، ويعتبر الإمام أحمد بن شمس الدين إلى جانب أخيه الأكبر لأم الحاج عبد المؤمن بن يحيى بن علي العلوي وهما المعروفان بأبناء ميجه (أمهما العلوية) أول من أسس المدينة في موقعها الأول غربي البطحاء، إلا أن السيول جرفتها عدة مرات لتنقل إلى شرقي البطحاء، وتشيد وفق نظام القصبة السائد، حيث بنى بها أقدم مساجدها سنة 743هـ، بينما ظلت المقبرة (مقبرة أولاد ميجه) في موقعها الأصلي غرب البطحاء.

## الموقع
تقع أطار على بعد خمسة أميال من مدينة آزوكي التاريخية التي انطلقت منها دولة المرابطين وبها ضريح الإمام الحضرمي (أبو بكر بن محمد بن الحسن المرادي) الذي كان الزعيم الروحي للمرابطين والمستشار الأول للأمير أبو بكر بن عمر، وهي كذلك على بعد عشرة أميال من وادي حمدون مقر إمارة آدرار ذات التاريخ العريق في مقاومة الاحتلال بقيادة الأمير سيد أحمد ولد أحمد عيده، وتعتبر أطار عاصمة ولاية آدرار التي تضم إلى جانبها مدن شنقيط وودان وأوجفت، وهي المدينة السياحية الأولى في البلاد وتسكنها عدة قبائل بالإضافة إلى السماسيد كإيدشلي ذوي الأصول المرابطية وأولاد الجعفرية وأولاد غيلان والطرشان وتيزقة، وتشتهر بواحاتها الجميلة.

## التأثير
كان لمدينة أطار تأثير بالغ في أغلب مراحل التاريخ الموريتاني، ففي حرب شرببه كان الإمام المجذوب أحد أكبر المتحمسين والداعمين لحركة الإمام ناصر الدين، ومع دخول الاستعمار كانت المدينة منطلق أغلب حركات المقاومة، وقد مر بها الشيخ ماء العينين ومنها انطلقت حركته الجهادية شمالا، وفيها قاد الأمير سيد أحمد وغيره من رجالات المدينة معارك المقاومة. وقد اعترف الفرنسيون بشراسة مقاومة هذه المدينة وسجلوا ما عانوه من مقاومة وخاصة على يد قبائل إيديشلي على بوابات المدينة وفي الهضاب المحيطة بها.

## التجارة

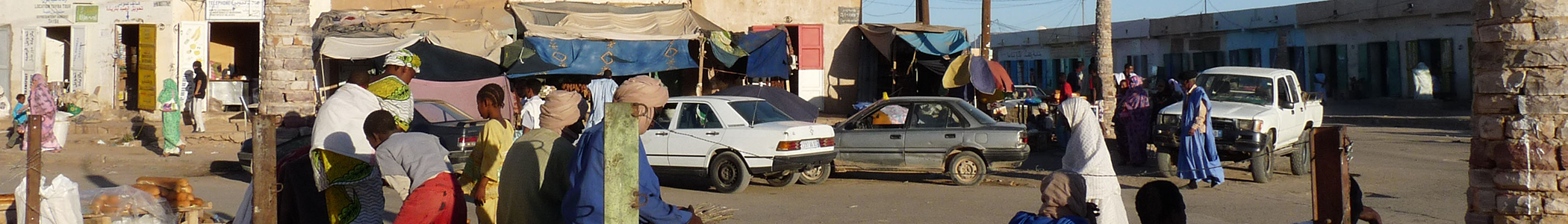

وتعتبر مدينة أطار مركزا تجاريا قديما ونقطة ربط بين شمال موريتانيا وجنوبها ومركزا من المراكز العلمية الهامة، فهي تزخر بالعديد من المكتبات المشهورة مثل مكتبة سيد محمد ولد بدِّي الفقيه العالم الشاعر ومكتبة سيدي ولد خليل ومكتبة محمد بدر الدين بن عمار ومكتبة عبد الودود ولد انتهاه(الملقب أبٌّ)، ومكتبة محمد لحبيب ولد هيين. كما أن أطار تضم عبر تاريخها العديد من جامعات العلوم الأصلية (علوم الفقه والقرآن الكريم والحديث والسيرة النبوية والمنطق والأدب العربي)، ومن أشهر تلك المحاضر محاضر أهل برٌّو وأهل عٌمَار وأهل خليل وأهل احمدناه وأهل الطويلب وأهل أحمد ولدالبشير القلاوي الخ..

## صراع علمي
تميزت علاقة أطار بمدينة شنقيط بكثير من مظاهر التجاذب والتنافس العلمي بلغ ذروته في سجلات العلامة بن بلعمش والإمام محمد بن حسين المجذوب كمظهر آخر للصراع بين المدينتين في شكل صراع علمي بين الصوفية والسلفية (منتصف القرن الحادي عشر للهجرة).